# Польовий шпиталь (фільм)
«Польовий шпиталь» (англ. MASH; букв. Пересувний армійський хірургічний шпиталь) — американська кінокомедія, яку зняв Роберт Олтмен.
«Польовий шпиталь» був відзначений «Золотою пальмовою гілкою» Каннського кінофестивалю 1970 року, а також гран-прі МКФ. Фільм став основою для однойменного телесеріалу. Дітям рекомендується перегляд разом із батьками.
Український переклад зробила студія Омікрон на замовлення Гуртом..

## Сюжет
Фільм, що поєднує в собі комізм та трагедійність, розповідає про американський медичний підрозділ під час Корейської війни. Успіх його багато в чому завдячує сценарію Рінга Ларднера мол., котрий отримав за нього «Оскара». Поставлений фільм за романом Річарда Хукера. «Оскарні» номінації за найкращий фільм, найкращу жіночу роль другого плану (Селлі Келлермен), режисуру та монтаж.

## Згадки

### У літературі
- Стівен Кінг у своєму романі 1999 року «Дівчинка, яка любила Тома Гордона» коротко характеризує цей фільм:

Нашумілий комедійний фільм виробництва кіностудії «20th Century Fox» 1970 р. (режисер Роберт Олтмен). Вважається віхою в історії маскультури. Перший фільм про війну, де її показано без ура-патріотизму, в жанрі «чорної комедії». В 1972 р. на основі фільму створений телесеріал, який з великим успіхом йшов до 1983 р. Трансляцію Сі-бі-ес останньої, 251-ї серії в 1983 р. дивилися 106 мільйонів американців — найбільша аудиторія, що коли-небудь переглядала одну передачу. Демонструвався і по російському телебаченню.